# Кшивожека (річка)
Кшивожека (пол. Krzyworzeka (rzeka)) — гірська річка в Польщі, у Мисленицькому повіті Малопольського воєводства. Права притока Раби, (басейн Балтійського моря).

## Опис
Довжина річки 18 км, найкоротша відстань між витоком і гирлом — 15,34  км, коефіцієнт звивистості річки — 1,18 , площа басейну водозбору 80,2  км². Формується притоками, безіменними струмками та частково каналізована.

## Розташування
Бере початок на північно-західних схилах гори Вежбановської (778 м) на висоті 600 м у селі Кобельник (гміна Вішньова). Тече переважно на північний схід через Вежбанову, Вісньову, Познаховіце-Дольне, Похнаховіце-Гурне, Часлав і у Стадниках впадає у річку Рабу, праву притоку Вісли.

## Притоки

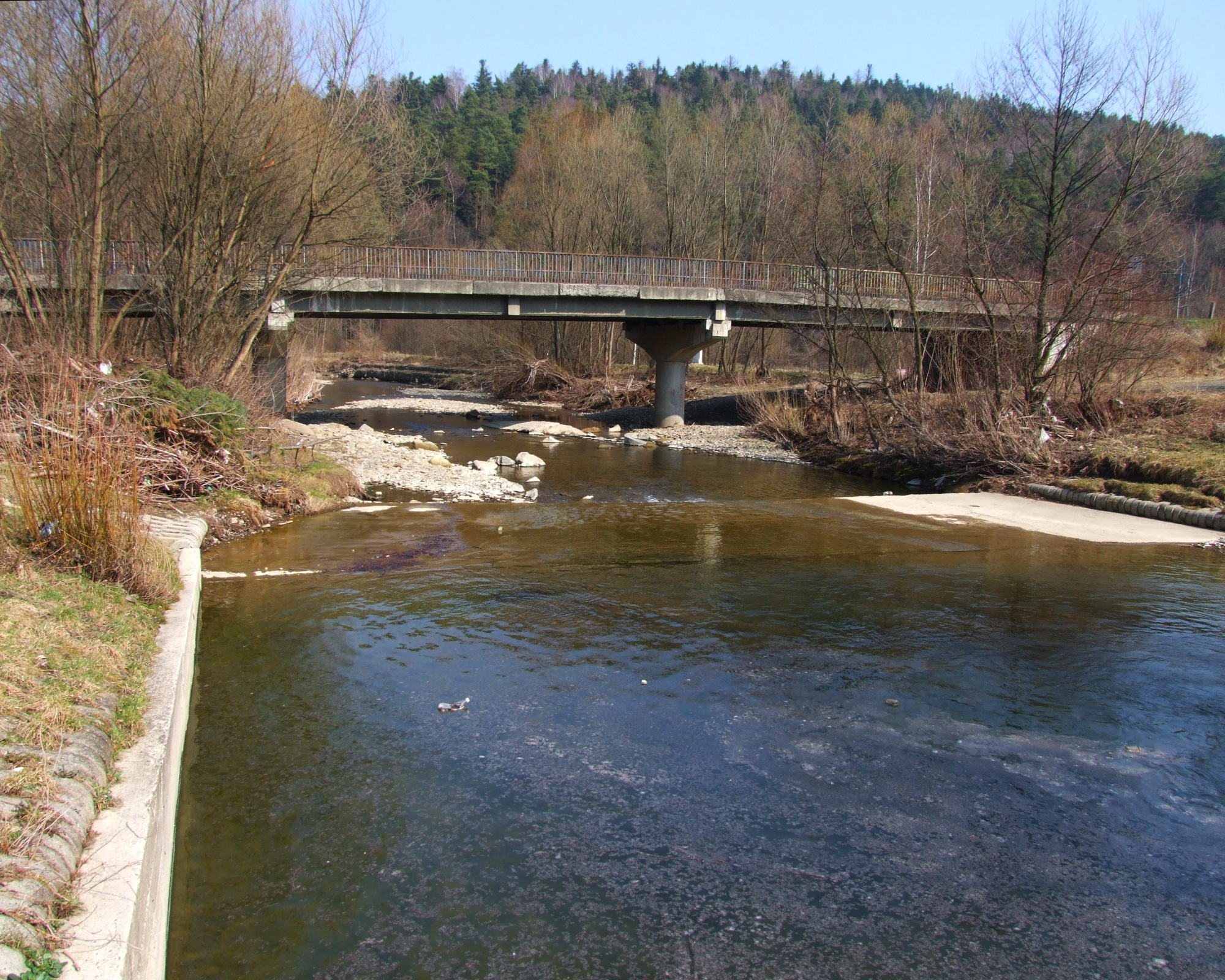
Річка Кшивожека в Чаславі

- Ліпнік (ліва).